# Sabina Jeschke

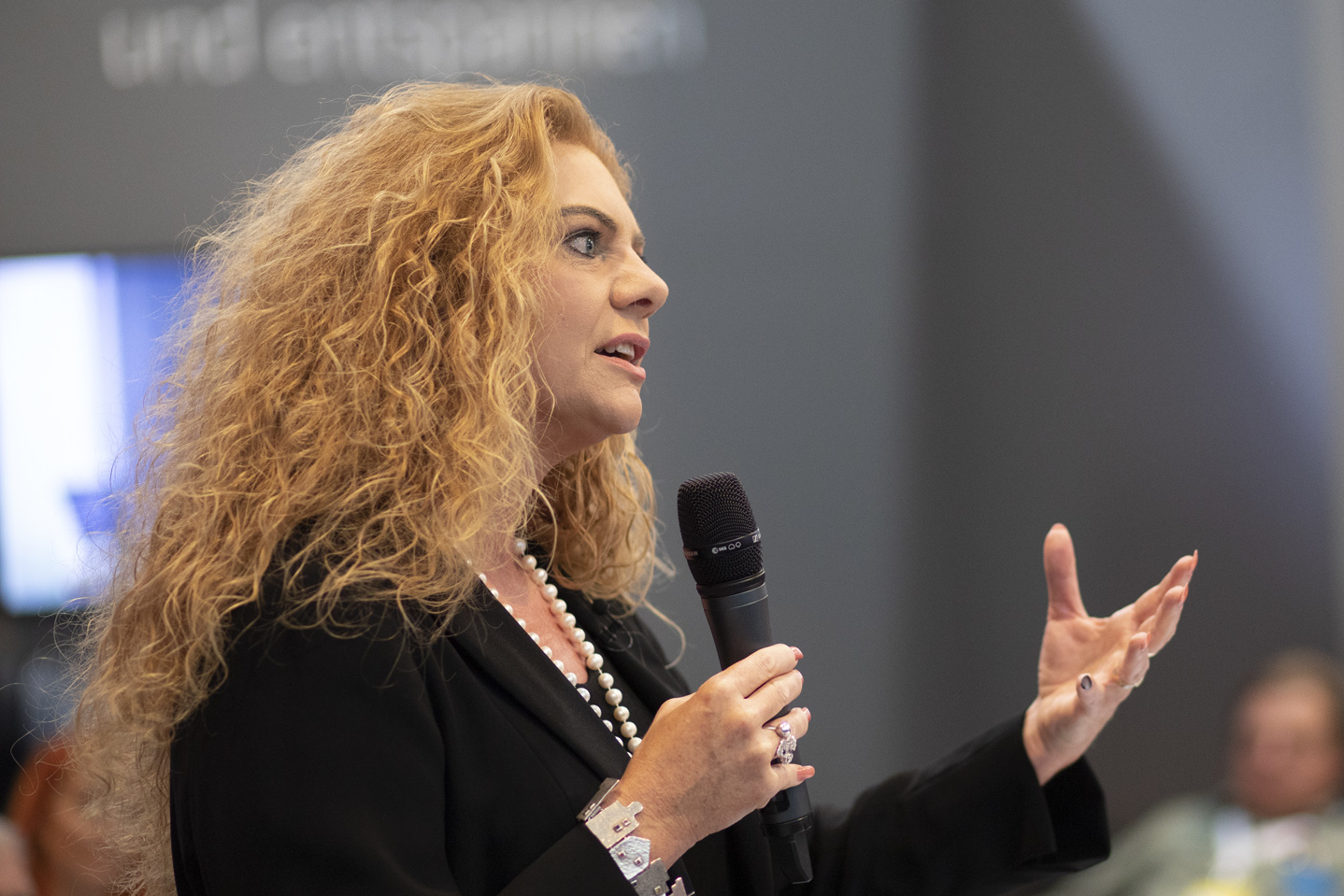
Sabina Jeschke (2018)

Sabina Jeschke (* 27. Juli 1968 in Kungälv, Schweden) ist Managerin, Gründerin und Wissenschaftlerin. Von 2009 bis 2017 war sie Ordinaria im Maschinenbau der RWTH Aachen. Sie war Mitglied des Vorstands der Deutschen Bahn in der Periode von 2017 bis 2021 für das Ressort „Digitalisierung und Technik“. Seit 2021 ist die Vorstandsvorsitzende des KI Park e. V. 2021 war sie Mitgründerin des Quantencomputing-Start-Up Quantagonia und 2023 des Legal-Tech-Start-Up ComplAIzer. Sabina Jeschke ist Mitglied des Aufsichtsrates von Vitesco, Senior Advisor in der Technologieberatung bei Arthur D. Little und hält eine Honorarprofessur an der TU Berlin.

## Leben und Wirken
Sabina Jeschke studierte Physik, Mathematik und Informatik an der Technischen Universität Berlin. Ihre Studienarbeit entstand im Rahmen eines Forschungsaufenthalts am Ames Research Center der NASA in Moffett Field, Kalifornien, unter der Leitung von William J. Borucki. Während ihrer Promotionszeit arbeitete sie als wissenschaftliche Mitarbeiterin am Institut für Mathematik der TU Berlin und als Assistant Professor/Instructor am Georgia Institute of Technology in Atlanta, USA.
Im Jahr 2004 erfolgte ihre Promotion in der Informatik mit Auszeichnung. Zwei Jahre später wurde Sabina Jeschke Juniorprofessorin für Neue Medien in Mathematik und Naturwissenschaften an der Technischen Universität Berlin. Ab 2007 trat sie eine Professur am Institut für IT-Service-Technologien der Universität Stuttgart (ITS) in der Fachgruppe Elektrotechnik an und wurde gleichzeitig Direktorin des Rechenzentrums RUS an der Universität Stuttgart. Parallel führte sie im Rahmen einer Gastprofessur die Geschäfte des Zentrums für Multimedia in Lehre und Forschung MuLF (jetzt: innoCampus) an der Technischen Universität Berlin weiter.
2009 erfolgte die Berufung an die RWTH Aachen zur Professorin und Direktorin des Cybernetics Lab IMA/ZLW & IfU, Fakultät für Maschinenwesen. Zusätzlich hielt Sabina Jeschke von 2009 bis 2010 eine Honorarprofessur am Institut für Technische Optik ITO an der Universität Stuttgart. Von Oktober 2011 bis September 2016 war Jeschke Prodekanin der Fakultät für Maschinenwesen der RWTH Aachen University.
Forschungsschwerpunkte sind u. a. Robotik und Automatisierungstechnik (heterogene und kooperative Robotik, Web Services in der Robotik), Verkehr und Mobilität (autonome und teilautonome Verkehrssysteme, internationale Logistik, car2car & car2X), Internet der Dinge und „cyber-physische Systeme“ (Industrie 4.0, Semantic Web Services), Künstliche Intelligenz (Datenintegration und Data Mining, Multiagentensysteme, Cognitive Computing), Mensch-Maschine-Interaktion (Virtuelle und Remote Labore, intelligente Übungsumgebungen), High Performance- und Quantencomputing (Quantum Machine Learning, Hybrid Quantum Computing, Nachhaltigkeit, Energieeffizienz), 5G & 6G (autonomes Fahren, Robotik, Extended Reality), Innovationsforschung, agile Organisationsentwicklung (Demographischer Wandel, Arbeitsplätze der Zukunft) und Wissens- und Informationsmanagement.
Sie ist Mitglied und Gutachterin in zahlreichen Gremien und Kommissionen, unter anderem seit 2011 Senior Member der IEEE und seit 2017 Mitglied des Programmausschusses „Robotik und Automation“ des Deutschen Zentrums für Luft- und Raumfahrt (DLR). Im Mai 2013 wurde sie zum Fellow der RWTH Aachen ernannt. Im Juli 2014 wurde sie durch die Gesellschaft für Informatik (GI) mit der Auszeichnung Deutschlands digitale Köpfe geehrt. Für ihre Beiträge zu einer modernen Ingenieurausbildung wurde sie im September 2015 mit der Goldenen Nikola-Tesla-Medaille der Internationalen Gesellschaft für Ingenieurpädagogik (IGIP) ausgezeichnet. Sie ist Alumna der Studienstiftung des deutschen Volkes. Zusammen mit dem Team Carologistics von RWTH und FH Aachen gewann sie 2014, 2015, 2016 und 2017 vier Jahre in Folge den Weltmeistertitel in der RoboCup Logistics League. Sie leitete das Cybernetics Lab IMA/ZLW & IfU.
Im Sommersemester 2017 widmete sie sich im Rahmen eines Sabbaticals der Weiterentwicklung ihrer Forschung im Bereich des künstlichen Bewusstseins (englisch artificial/machine consciousness) und beteiligt sich bei Volvo in Göteborg am Aufbau eines Thinktanks „Starke künstliche Intelligenz“.
Am 10. November 2017 wurde sie, mit Wirkung ab Mitte November, in den Vorstand der Deutschen Bahn AG berufen. Sie verantwortete dort den Bereich „Digitalisierung und Technik“. Als ihre zentrale Aufgabe bei der DB bezeichnete sie 2018 ein „konsequentes Datenmanagement“. Nach dreijähriger Vertragslaufzeit wurde ihr Vertrag durch den Aufsichtsrat am 11. Dezember 2019 um fünf Jahre bis Ende 2025 verlängert. Ab Anfang 2020 verantwortete Jeschke zudem den Bereich der schweren Fahrzeuginstandhaltung. Am 18. Februar 2021 kündigte Jeschke an, „auf eigenen Wunsch und im besten freundschaftlichen Einvernehmen“ ihren Vorstandsvertrag vorzeitig zum 31. Mai 2021 beenden zu wollen. Ihr folgt am 15. September 2021 Daniela Gerd tom Markotten nach.
Sabina Jeschke war Aufsichtsratsvorsitzende der DB Systel GmbH, der DB Fahrzeuginstandhaltung GmbH und der DB Systemtechnik GmbH und leitete hier ebenfalls die Präsidial- und Personalausschüsse. Sie war außerdem Mitglied des Aufsichtsrats der Schenker AG (2018–2021), der Körber AG (2015–2020), Beraterin des Kuratoriums der Körber-Stiftung (2015–2020) sowie Mitglied des technischen Beirats von CAPHENIA. Im Juni 2020 wurde sie zum Mitglied des Vorstands der Deutsch-Schwedische Handelskammer gewählt. Seit September 2021 ist sie Aufsichtsrätin bei der Vitesco Technologies AG.
Jeschke ist verheiratet.

## Politisches Engagement
Im Zeitraum von 2018 bis 2021 unterstützte sie die Bundesregierung in der Hightech-Strategie, dem wissenschaftlichen Beirat der BMWI, dem Innovation Council der Staatsministerin für Digitalisierung, dem Digitalkreis des Bundeswirtschaftsministeriums, dem Gründungsbeirat des Deutschen Zentrums Mobilität der Zukunft des BMWI und dem Beirat der Cyberagentur des BMVg. Im Februar 2022 wurde sie in das erweiterte Präsidium des Wirtschaftsforums der SPD berufen.

## Unternehmerische Tätigkeit
Sabina Jeschke engagiert sich umfassend im Bereich Start-Ups/Entrepreneurship und war mehrfach selbst als Gründerin aktiv. Die Digital Venture Aktivitäten der DB fielen ebenfalls in ihr Ressort. Sie unterstützt das Unternehmen digital+ Partners/Frankfurt (Private-Equity-Investor) als Mitglied des technischen Beirats bei der Auswahl und dem Monitoring ausgewählter Unternehmen. Im April 2021 gründete sie Arctic Brains AB, eine private AB unter schwedischem Recht, für die Entwicklung und Beratung auf dem Gebiet der Künstlichen Intelligenz. Seit 10/2021 ist sie Vorstandsvorsitzende des KI Park e. V. in Berlin, der das Ziel verfolgt, zum weitreichenstärksten KI-Ökosystem für „next generation AI applications“ in Europa zu werden und im September 2023 wurde sie erneut für weitere 2 Jahre als Vorstandsvorsitzende wiedergewählt. Im Dezember 2021 gründete sie gemeinsam mit ihren Geschäftspartnern die Quantagonia GmbH, in dem sie sich mit ihren Partnern mit Portierungstechnologien traditioneller Codes für Quantum Computing Umgebungen befasst. In ihrem neuesten Projekt ComplAIzer widmet sie sich gesetzlichen Compliance-Vorgaben, um durch den Einsatz von KI die Prozesse in Unternehmen zu vereinfachen.

## Veröffentlichungen
Herausgeberschaften
- Houbing Song, Danda B. Rawat, Sabina Jeschke, Christian Brecher (Hrsg.): Cyber-Physical Systems: Foundations, Principles and Applications. Elsevier, 2017, ISBN 978-0-12-803874-1.
- Sabina Jeschke, Christian Brecher, Houbing Song, Danda B. Rawat (Hrsg.): Industrial Internet of Things: Cybermanufacturing Systems. Springer International Publishing, 2017, ISBN 978-3-319-42559-7, doi:10.1007/978-3-319-42559-7.
- Sabina Jeschke, Ingrid Isenhardt, Frank Hees, Klaus Henning (Hrsg.): Automation, Communication and Cybernetics in Science and Engineering 2015/2016. Springer International Publishing, 2016, ISBN 978-3-319-42620-4.
- Sabina Jeschke, Robert Schmitt, Alicia Dröge (Hrsg.): Exploring Cybernetics. Kybernetik im interdisziplinären Diskurs. Springer, 2015, ISBN 978-3-658-11754-2, doi:10.1007/978-3-658-11755-9.
- Sabina Jeschke, Ingrid Isenhardt, Frank Hees, Klaus Henning (Hrsg.): Automation, Communication and Cybernetics in Science and Engineering 2013/2014. Springer, 2014, ISBN 978-3-319-08816-7.
- Sabina Jeschke, Leif Kobbelt, Alicia Dröge (Hrsg.): Exploring Virtuality. Virtualität im interdisziplinären Diskurs. Springer Spektrum, 2014, ISBN 978-3-658-03885-4.
- Sabina Jeschke, Eva-Maria Jakobs, Alicia Dröge (Hrsg.): Exploring Uncertainty. Ungewissheit und Unsicherheit im interdisziplinären Diskurs. Springer Gabler, 2013, ISBN 978-3-658-00896-3, doi:10.1007/978-3-658-00897-0.
- Sabina Jeschke, Frank Hees, Anja Richert, Sven Trantow (Hrsg.): Prethinking Work – Insights on the Future of Work 2011/2012. LIT, 2012, ISBN 978-3-643-90240-5.
- mit Honghai Liu und Daniel Schilberg (Hrsg.): Intelligent Robotics and Applications. Part I und II, Springer-Verlag, 2011, Teil I: ISBN 978-3-642-25486-4,  Teil II: ISBN 978-3-642-25489-5.
- Sabina Jeschke (Hrsg.): Innovation im Dienste der Gesellschaft – Beiträge des 3. Zukunftsforums Innovationsfähigkeit des BMBF. Campus-Verlag, 2011, ISBN 978-3-593-39523-4.
- Sabina Jeschke, Ingrid Isenhardt, Frank Hees, Sven Trantow (Hrsg.): Enabling Innovation. Innovative Capability – German and International Views. Springer-Verlag, 2011, ISBN 978-3-642-24503-9, doi:10.1007/978-3-642-24503-9.
- gemeinsam mit Eckart Uhlmann, Sabine Cikic, Sabina Jeschke, Nadine Ludwig, Uwe Sinha und Christian Stelzer: Make Engineering Students Collaborate. Conference ICL2007, September 26–28, 2007, Villach, Austria, S. 6 ff.